# Estación Pampa de los Guanacos
Pampa de los Guanacos es una estación de ferrocarril ubicada en la localidad homónima, Departamento Copo, provincia de Santiago del Estero, Argentina

## Servicios
No presta servicios de pasajeros, sólo de cargas de la empresa estatal Trenes Argentinos Cargas. Las vías por donde corren los trenes corresponden al Ramal C12 del Ferrocarril General Belgrano.
El Ramal C27 partía desde esta estación hasta Sachayoj, se encuentra sin operaciones y en estado de abandono.